# Leuculopsis coanaria
Leuculopsis coanaria är en fjärilsart som beskrevs av William Schaus 1911. Leuculopsis coanaria ingår i släktet Leuculopsis och familjen mätare. Inga underarter finns listade i Catalogue of Life.